# Chirala (ciudad censal)
Chirala es una ciudad censal situada en el distrito de Prakasam en el estado de Andhra Pradesh (India). Su población es de 30858 habitantes (2011). Se encuentra a 93 km de Vijayawada y a 64 km de Guntur. 

## Demografía
Según el censo de 2011 la población de Chirala era de 30858 habitantes, de los cuales 15193 eran hombres y 15665 eran mujeres. Chirala tiene una tasa media de alfabetización del 73,80%, superior a la media estatal del 67,02%: la alfabetización masculina es del 81,94%, y la alfabetización femenina del 65,96%.